# Nemzeti Múzeum (Szczecin)
A Szczecini Nemzeti Múzeum egy több épületegységből álló múzeum, amely régészeti, régi és modern művészeti, történelmi, numizmatikai, tengerészeti, néprajzi gyűjteményekkel rendelkezik.

## Története
1945. augusztus 1-jén hozták létre Szczecinben. Az intézmény alapítója és szervezője a poznańi Lech Krzekotowski volt, tevékenységét a szczecini muzeológia úttörője, Kazimierz Haska támogatta. A múzeum átvette a Hakenterrasse Stadtmuseum (ma Wały Chrobrego) és a Pommersches Landesmuseum gyűjteményének maradványait.
Gyűjteni kezdték a lengyel kortárs művészet alkotásait is. A következő években gyarapították gyűjteményeket, először más lengyel múzeumoknak köszönhetően, majd fokozatosan létrehozva  a saját gyűjteményeiket. Ezzel egy időben – főleg néprajzi – tárgyakat átadott más varsói múzeumok számára. Bartolomeo Colleoni velencei szobrának másolata, Heinrich Dohrn gyűjteményéből (évekig a varsói Szépművészeti Akadémia udvarán állt), és Michelangelo Mózes-szobrának márványmásolata (uo.), Szczecin „ajándékai” voltak a fővárosnak, a szczecini múzeumból vették át őket.
1947 őszén a múzeum regionális intézményi státuszt kapott, és Nyugat-Pomerániai Múzeumként felügyelte a nyugat-pomerániai kulturális intézményeket. 1970-ben a gyűjtemény régión felüli értékének elismeréseként „Nemzeti Múzeum” rangjára emelték. Az 1970-es években a Szczecini Nemzeti Múzeum további két épülettel gazdagodott: a Régi Városházával, ahol a Szczecini Történeti Múzeumot hozták létre, és a szczecini erőd egykori helyőrségi főhadiszállásának bal szárnyával, amely ma a Kortárs Művészeti Múzeum.

## Igazgatók
- Lech Krzekotowski (1945–1955)
- Wladyslaw Filipowiak (1955–2000)
- Lech Karwowski (2001 óta)

## Gyűjtemények

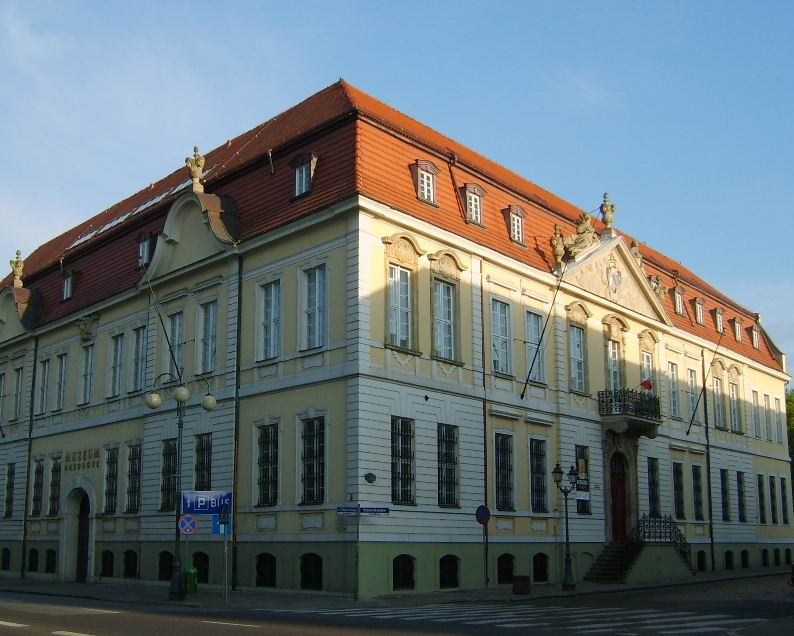
A pomerániai szejm palotája – a Régi Művészeti Múzeum és Galéria igazgatóságának székhelye

A múzeum jelenleg a Nyugat-pomerániai vajdaság legnagyobb kulturális intézménye, több mint 150 000 tárggyal rendelkezik, köztük a középkori művészet remekeivel: ilyenek például a Madonna a  gyermekével Gardnóból, a Boldogságos Szűz Mária legrégebbi szobrai Lengyelországból, román stílusú oszlopok Kołbaczból, feszület Kamień Pomorskiból, a „szép Madonna” Bukowoból. Értékes régészeti emlékeket őriz, köztük 12 000 évvel ezelőtt szarvasagancsból készült varázsbotot, Lengyelország legrégebbi figurális ábrázolásával, nautológiai és néprajzi gyűjteményeket, valamint értékes numizmatikai tárgyakat. A szczecini múzeumban található Lengyelország legnagyobb gyűjteménye a nem Európán kívüli országok tárgyi kultúrájáról, például az afrikai művészet gyűjteménye különösen értékes.
A szczecini Nemzeti Múzeum gyűjteményei a történelem előtti időktől napjainkig készült műalkotások és műszaki kultúra széles skáláját tartalmazzák.
Gyűjtemények alapkategóriái
Minden kategóriát a múzeum külön osztálya kezeli.
- Korai művészet a 18. századig. Antik gyűjtemény, középkori művészet, 16–18. századi festészet és szobrászat, rajz és grafika, a művészet és a kézművesség kapcsolata, katonai tárgyi emlékek
- Európai művészet 1800–1945
- Modern művészet
- Régészet: kőkorszak, bronzkor, ókor, középkor
- Numizmatika: érmék, pomerániai érmék, érmek és kitüntetések, szfragisztika, bankjegyek
- Pomeránia néprajza
- Nem európai kultúrák: Afrika, Amerika, Ausztrália és Óceánia, Ázsia
- Tengerészeti gyűjtemény
- Stetiniana

## Épületei, és állandó kiállításai

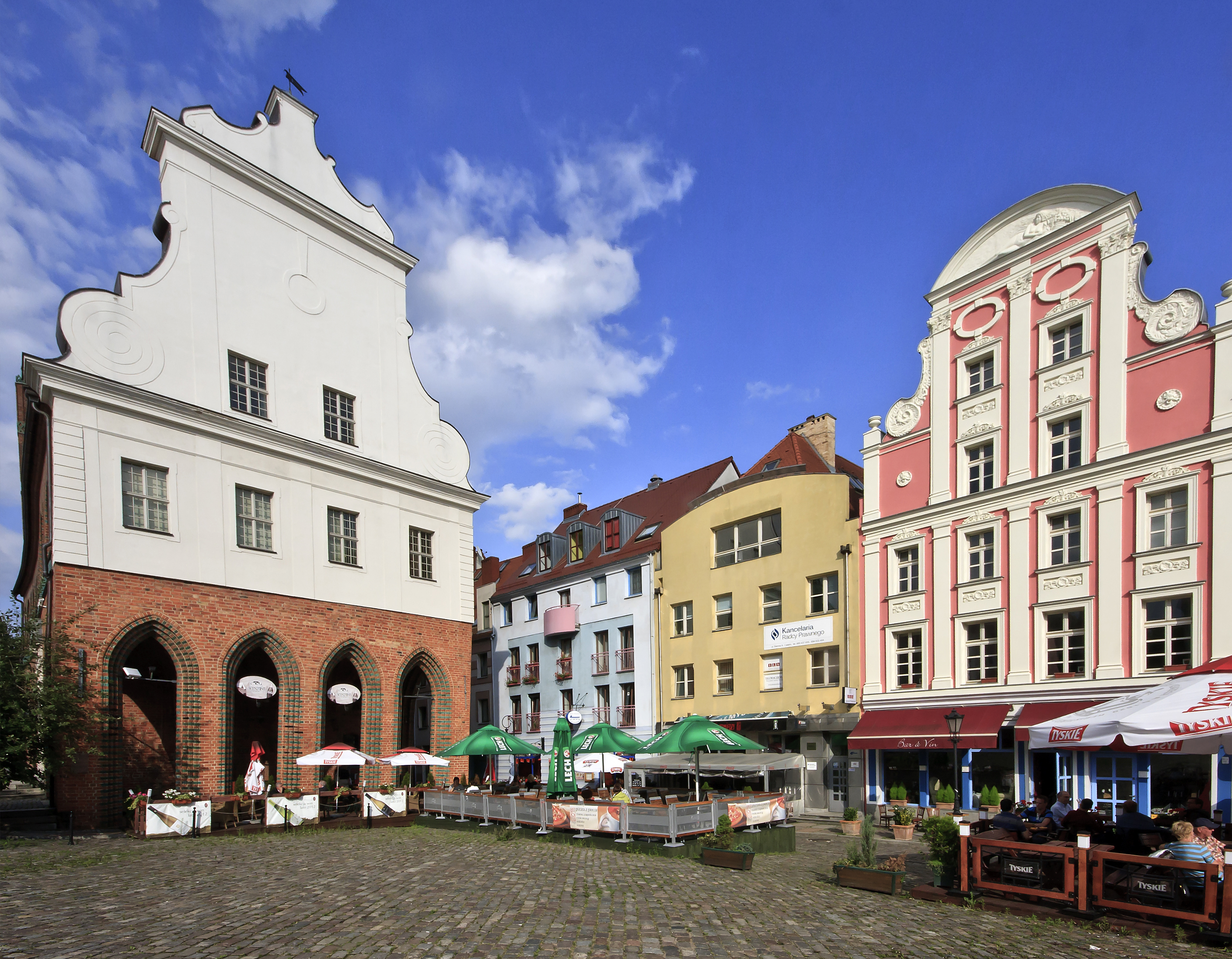
A Régi Városháza – a Szczecini Történeti Múzeum székhelye

A Szczecini Nemzeti Múzeum hat épületben található (egy kortárs és négy történelmi épület a városközpontban és egy kiállítás Gryficében). Mintegy 20 állandó kiállítást és számos időszaki kiállítást rendeztek itt.
Főépület
- Rejtett jelentések. Művészet Pomerániában a 16. és 17. században
- A fény misztériuma. Középkori művészet Pomerániában
- Európa ősi gyökerei. Szczecin Dohrn gyűjtemény
- Egy afrikai faluban
- Afrika művészete – maszk és fétis között
- A mágia gyermekei. Afrikai babák és marionettek

Regionális Hagyományok Múzeuma (pomerániai szejm palotája)
- Pomeránia aranykora. Művészet a pomerániai hercegek udvarában a 16. és 17. században
- Pomerániai gazdaság. Az érmék, bankjegyek és pecsétek tükrében
- Régi ezüsttárgyak

Szczecin Történeti Múzeum (Staromiejski Városháza)
- A legrégebbi emlékek Szczecin történetéből
- Szczecin története és kultúrája a svéd és porosz időkben
- Hans Stettiner és Jan Szczeciński. Szczecin mindennapjai a XX. században
- Bernhard Heiliger szobra a múzeum épülete előtt

Kortárs Művészeti Múzeum (Pałac pod Głowami)
- Az ellenzék városa – a tiltakozás városa

Nyugat-Pomerániai Vasutak kiállítása

## A szczecini Nemzeti Múzeum állandó kiállításai

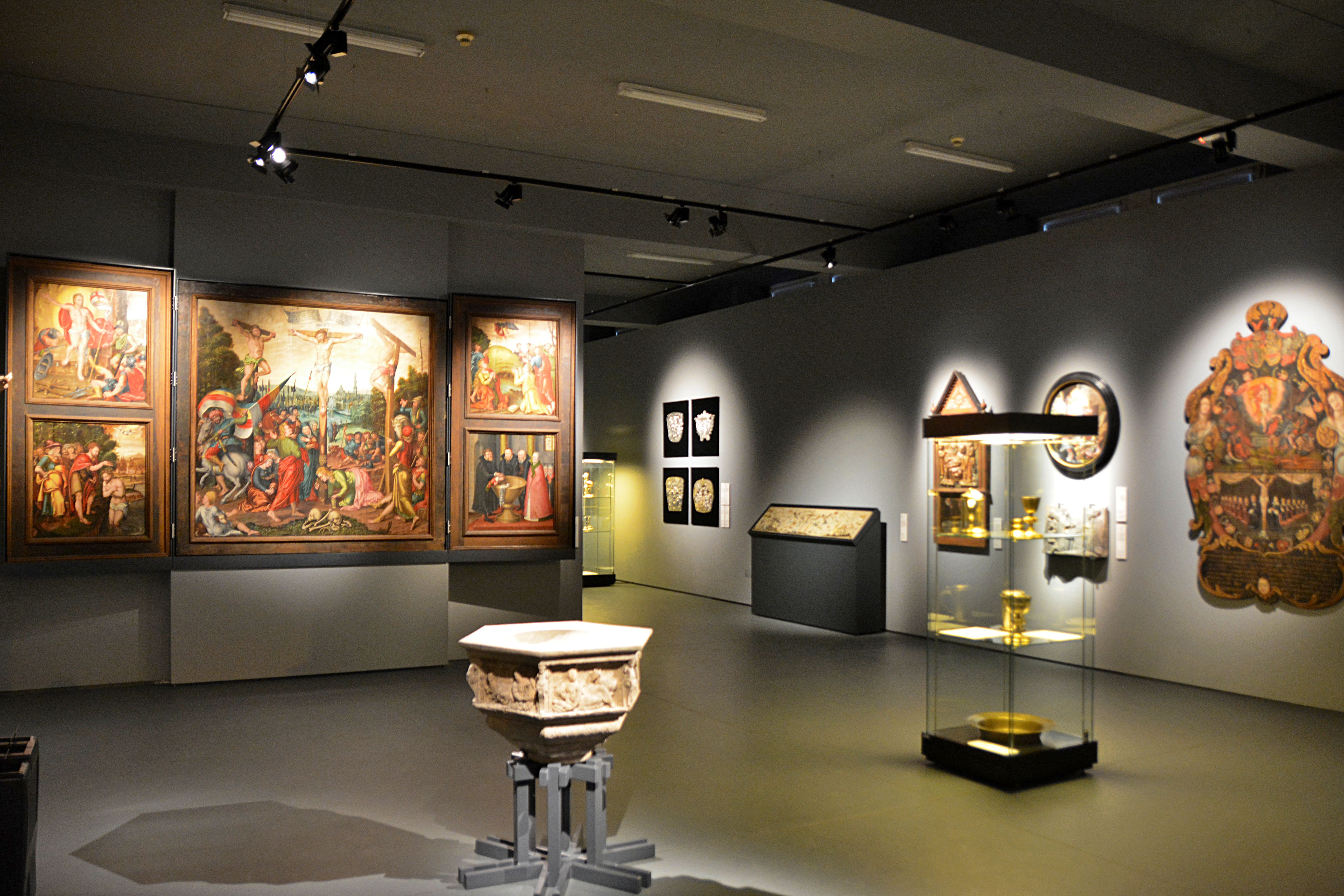
Rejtett jelentések
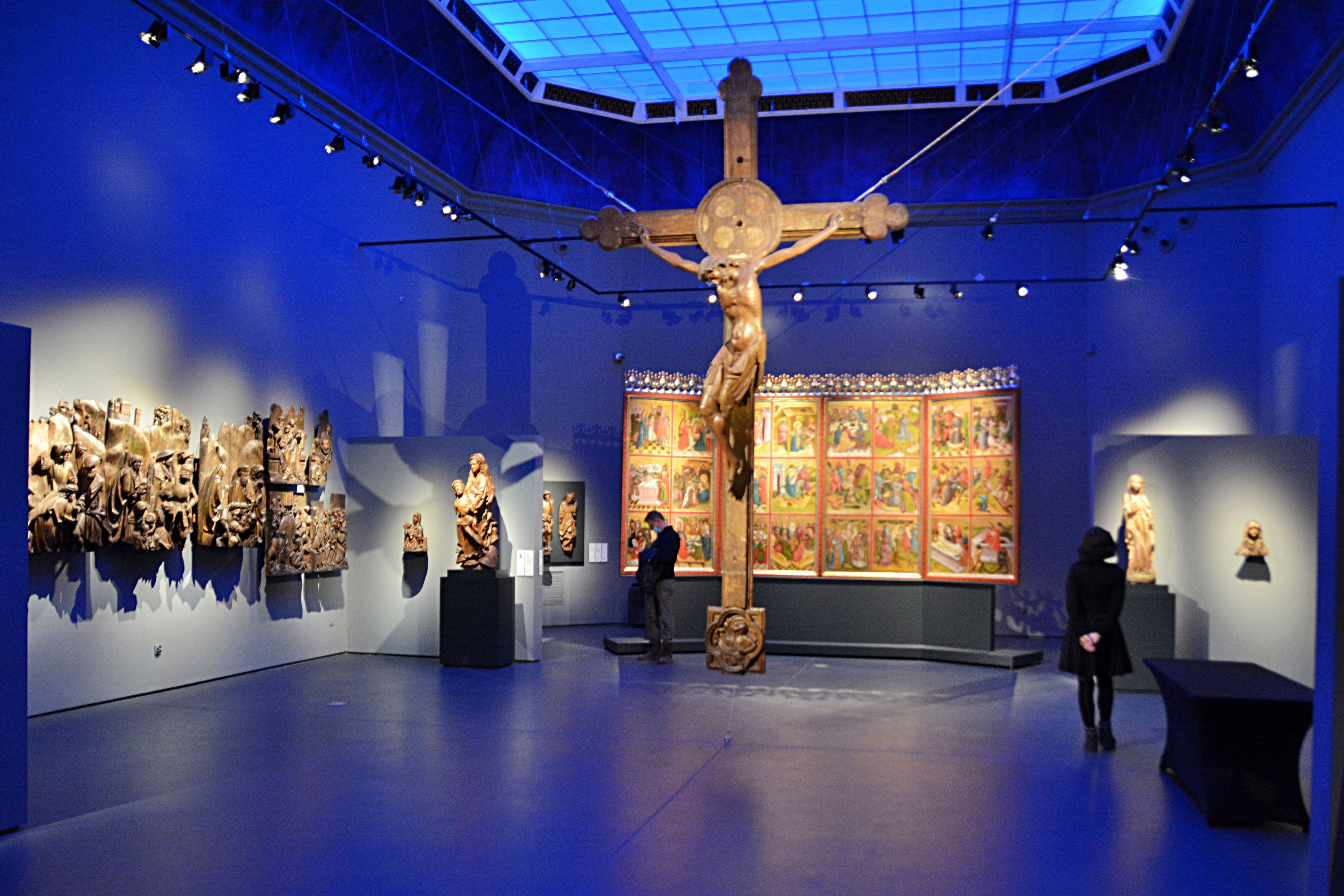
A fény misztériuma
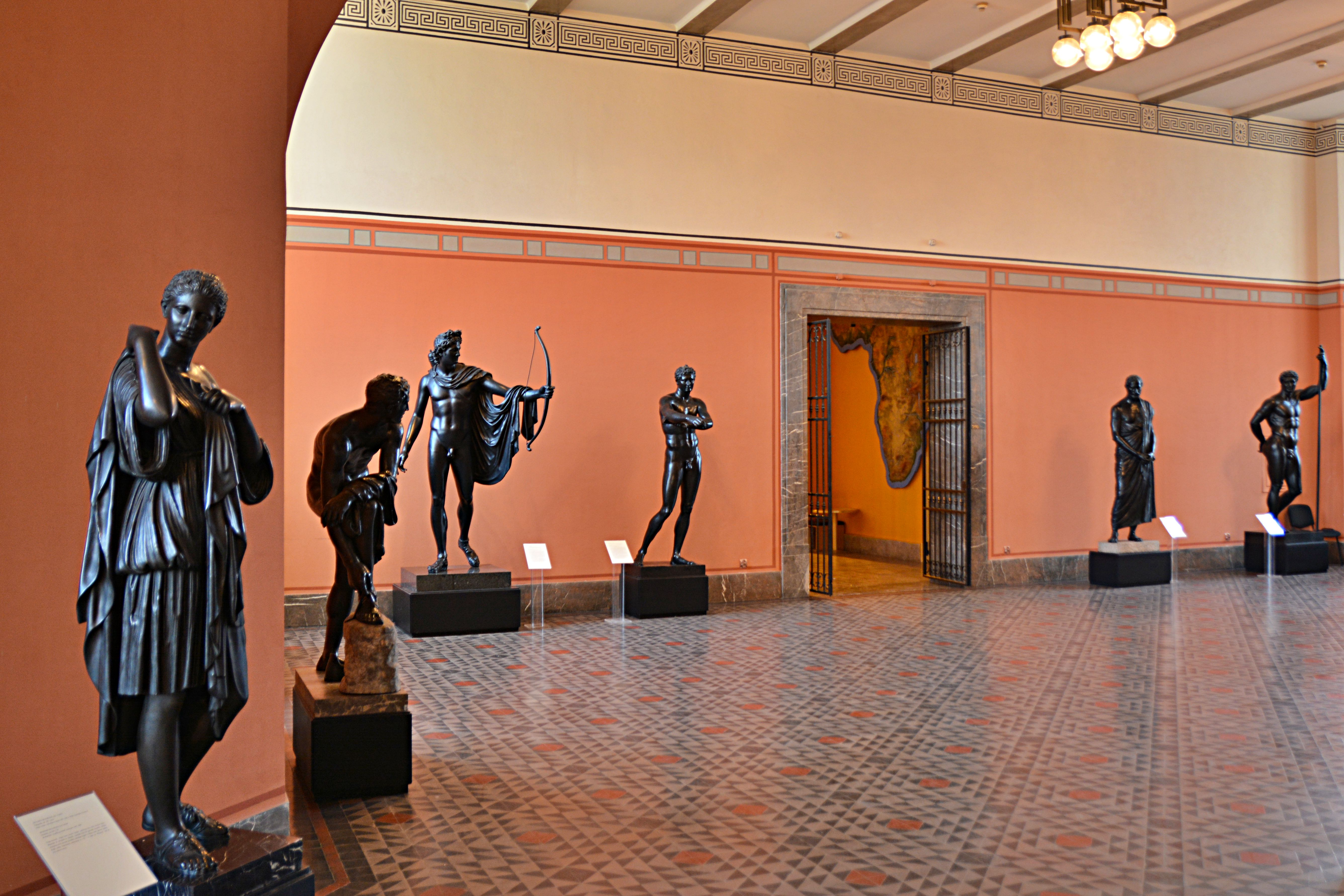
Európa ősi gyökerei
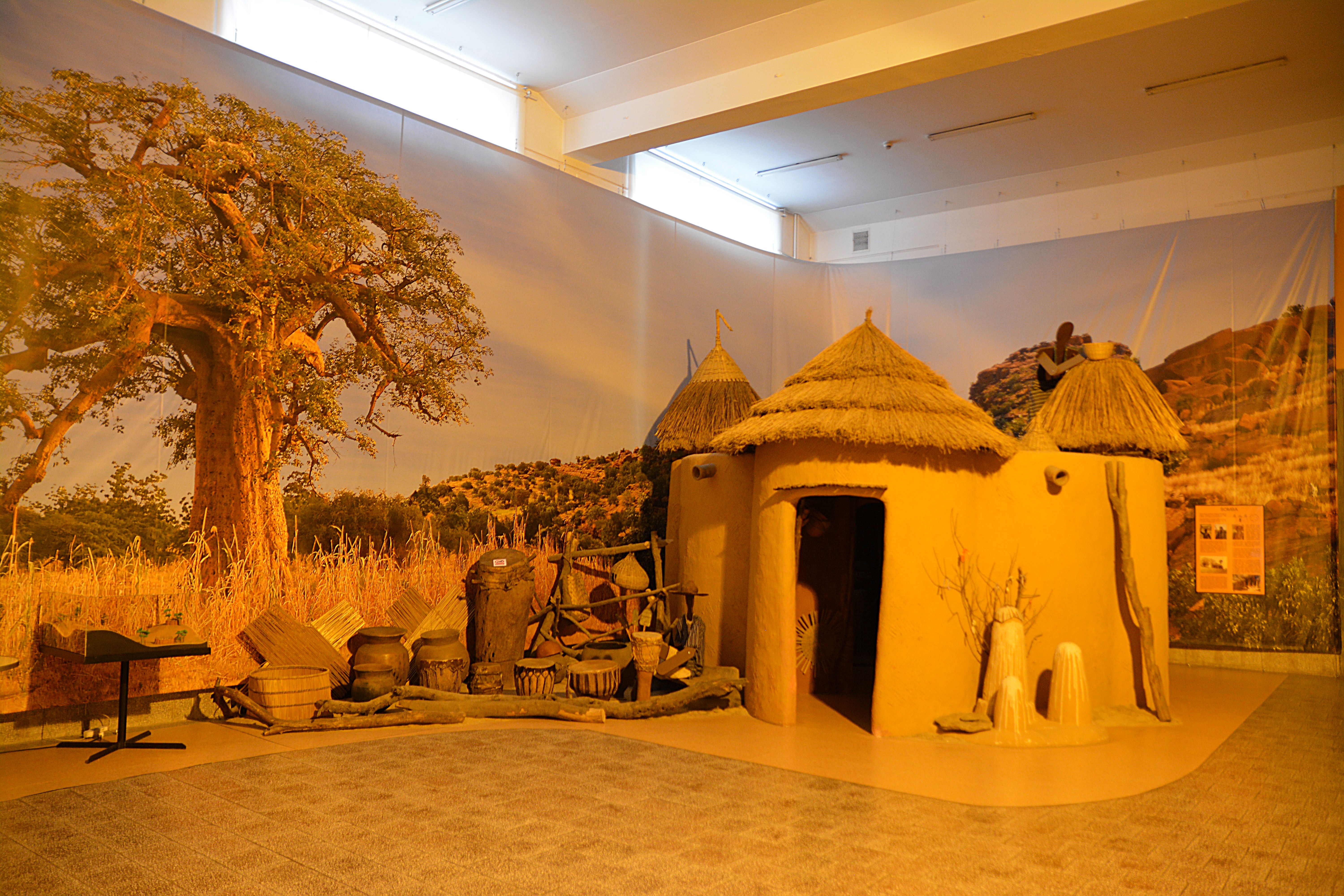
Egy afrikai faluban
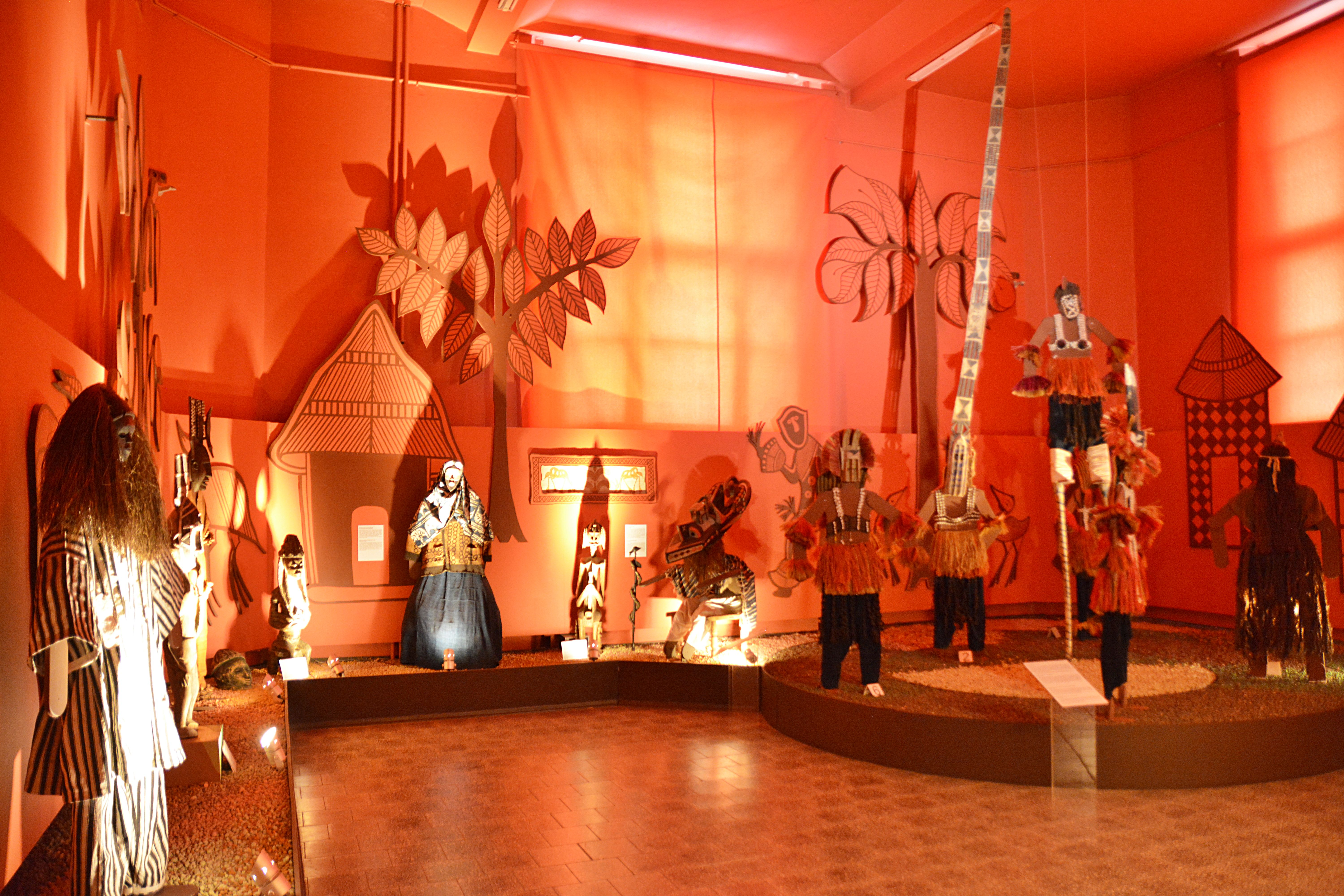
Afrika művészete
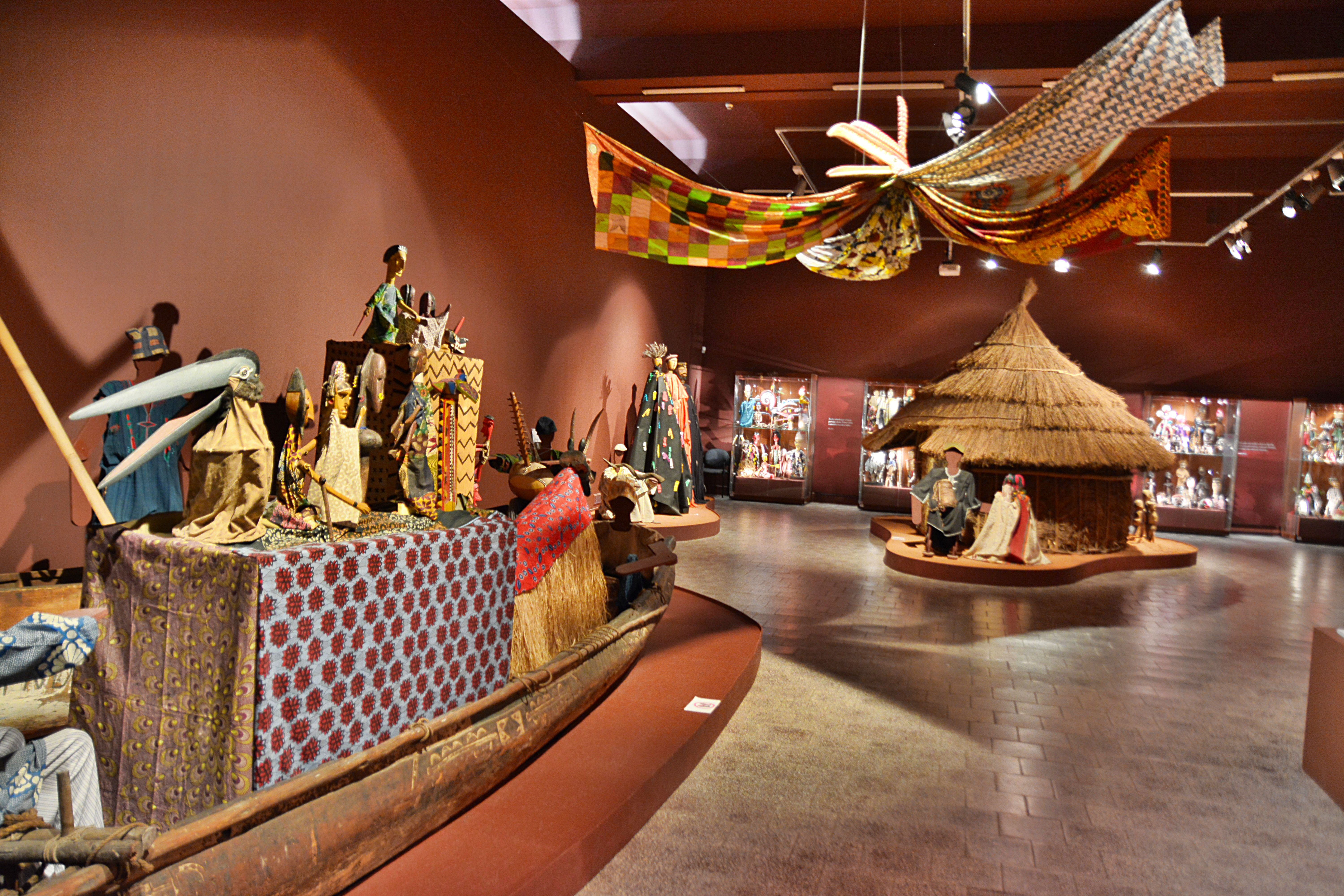
A mágia gyermekei
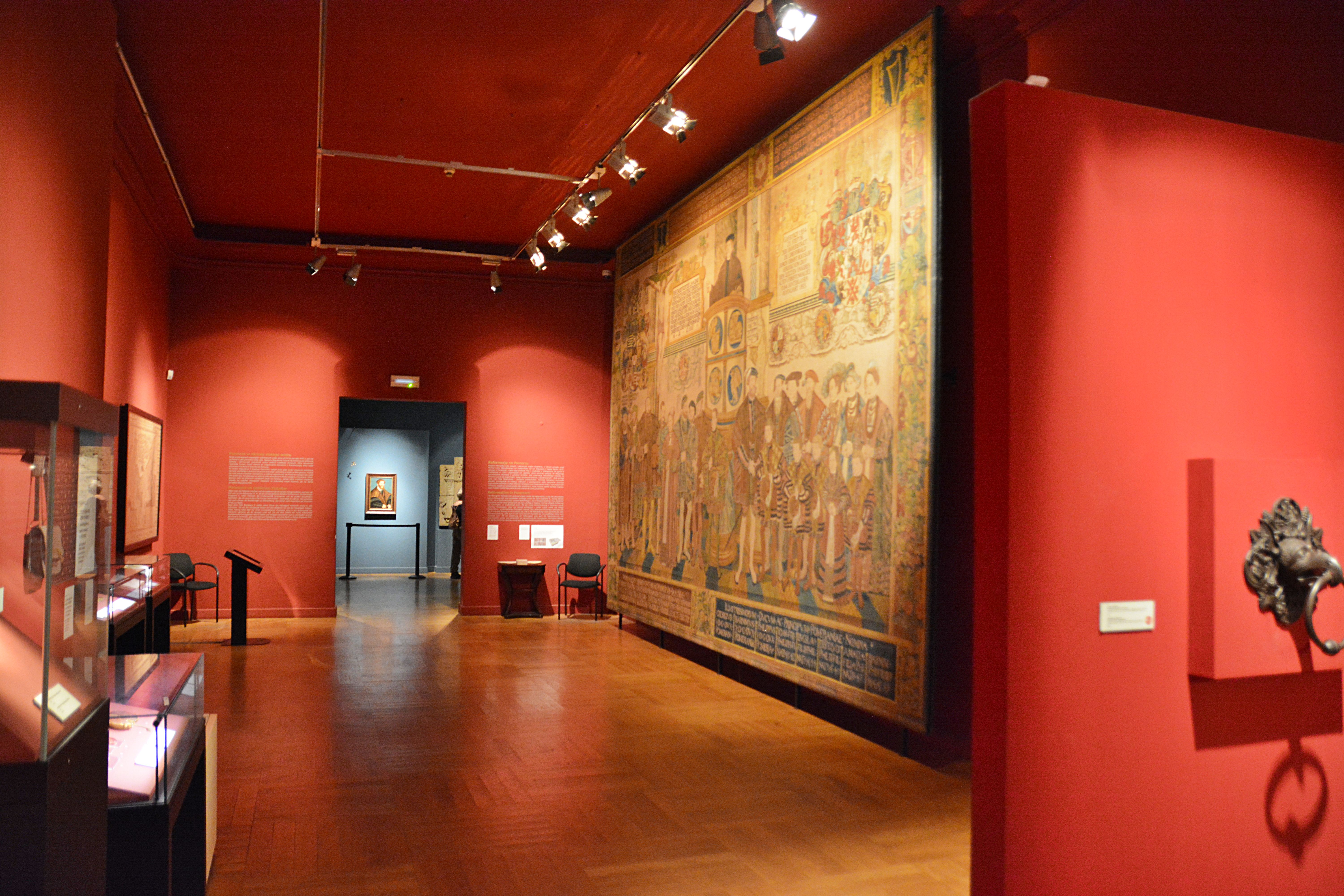
Pomeránia aranykora
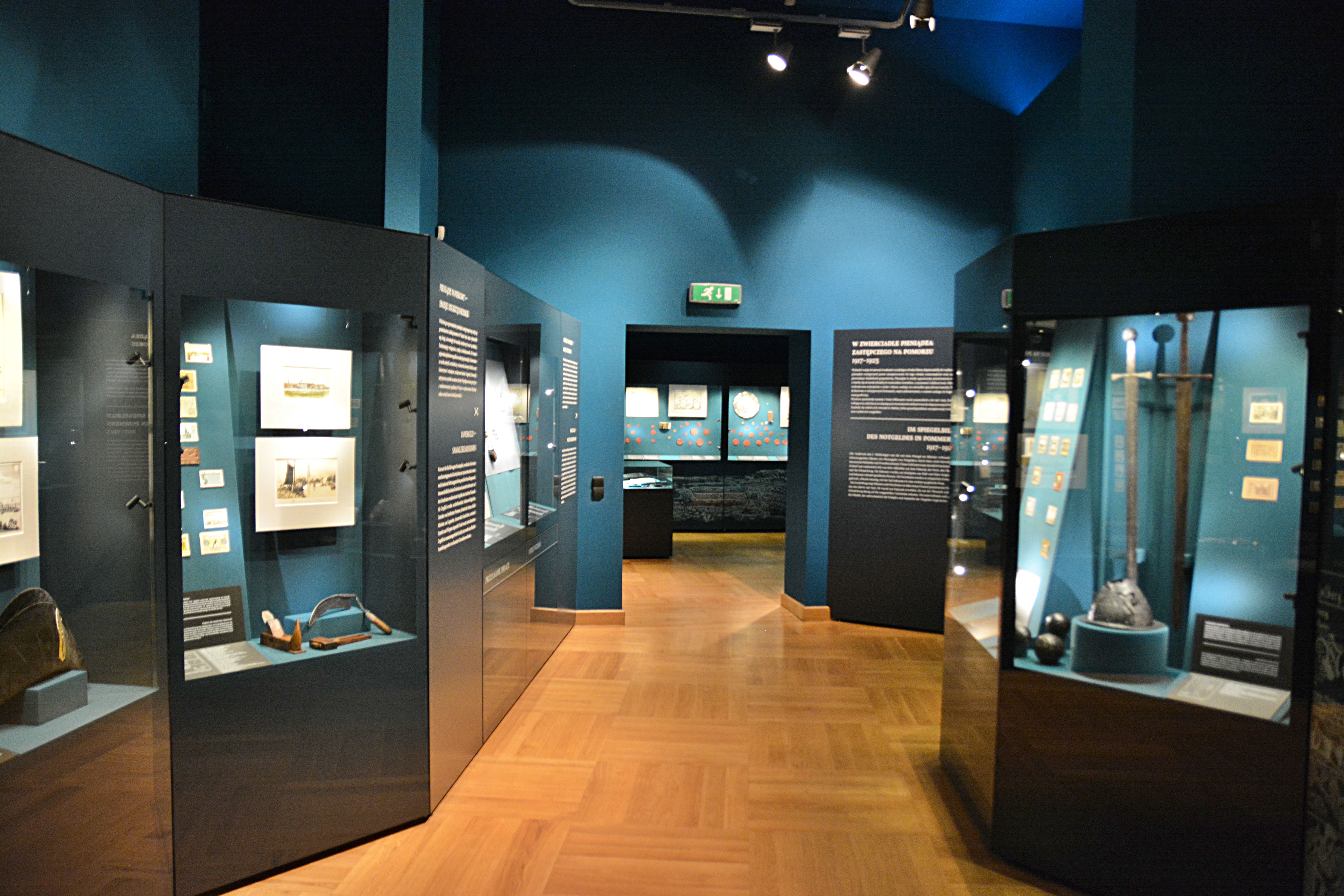
Pomeránia gazdasága
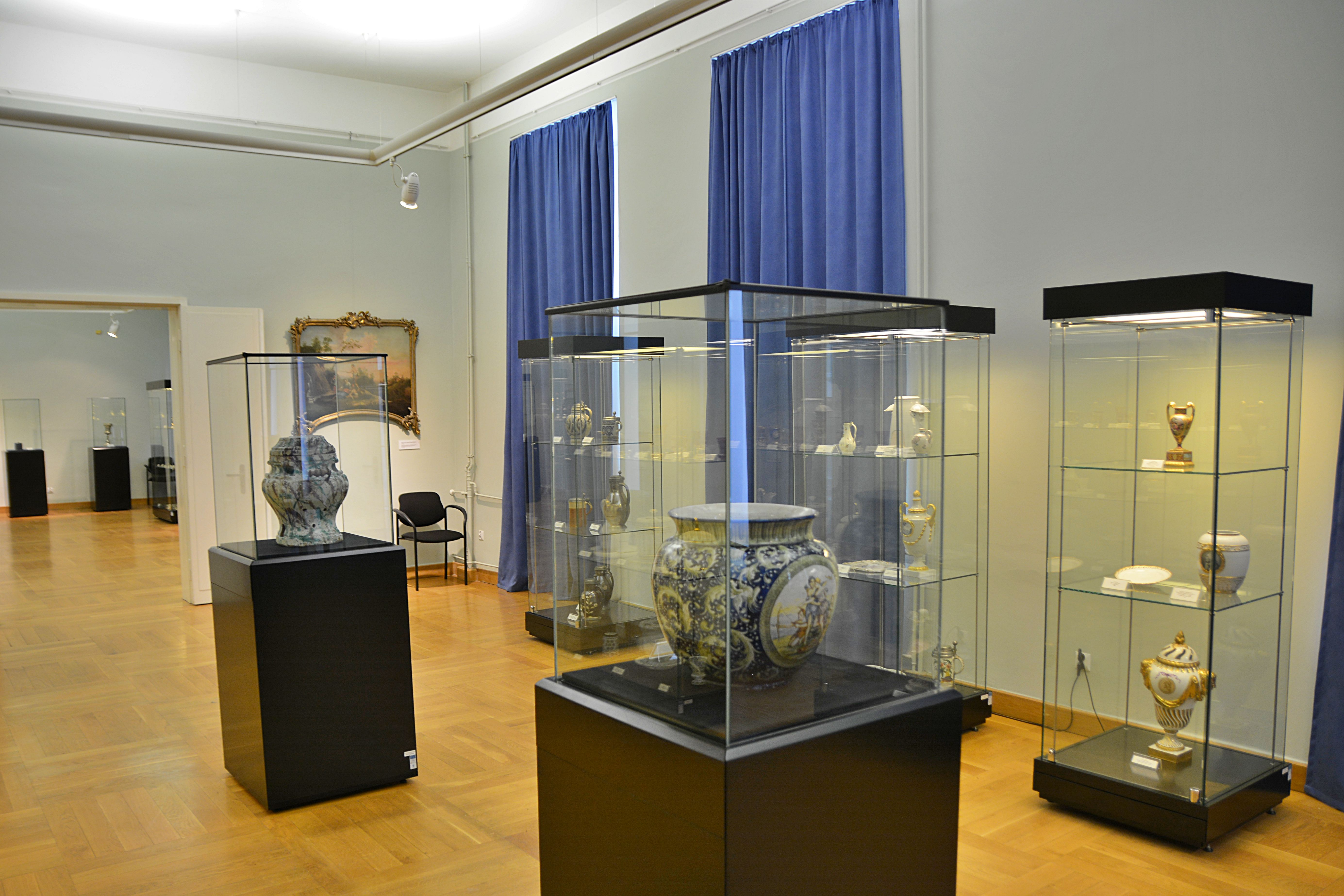
Régi ezüsttárgyak
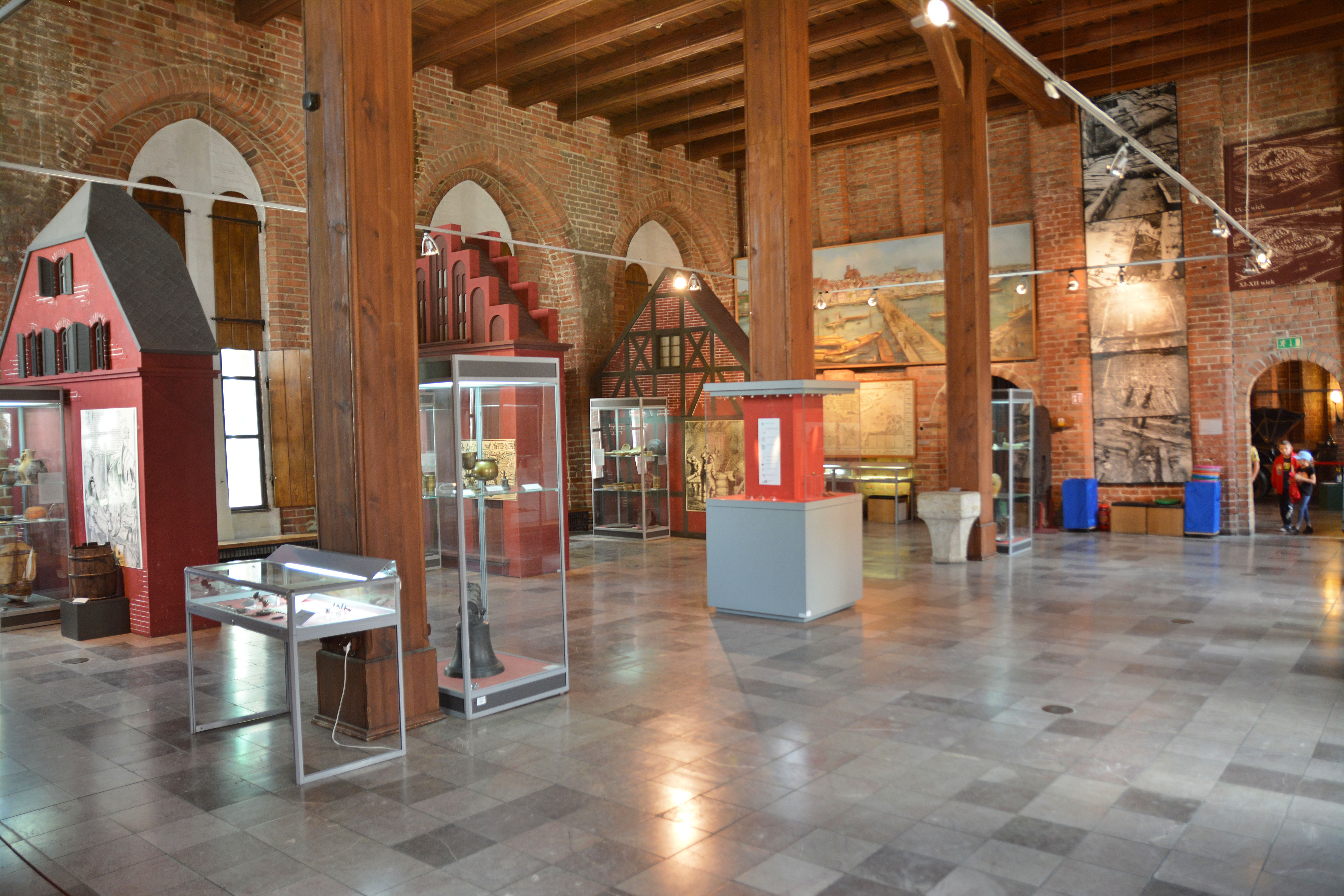
A legrégebbi emlékek Szczecin történetéből
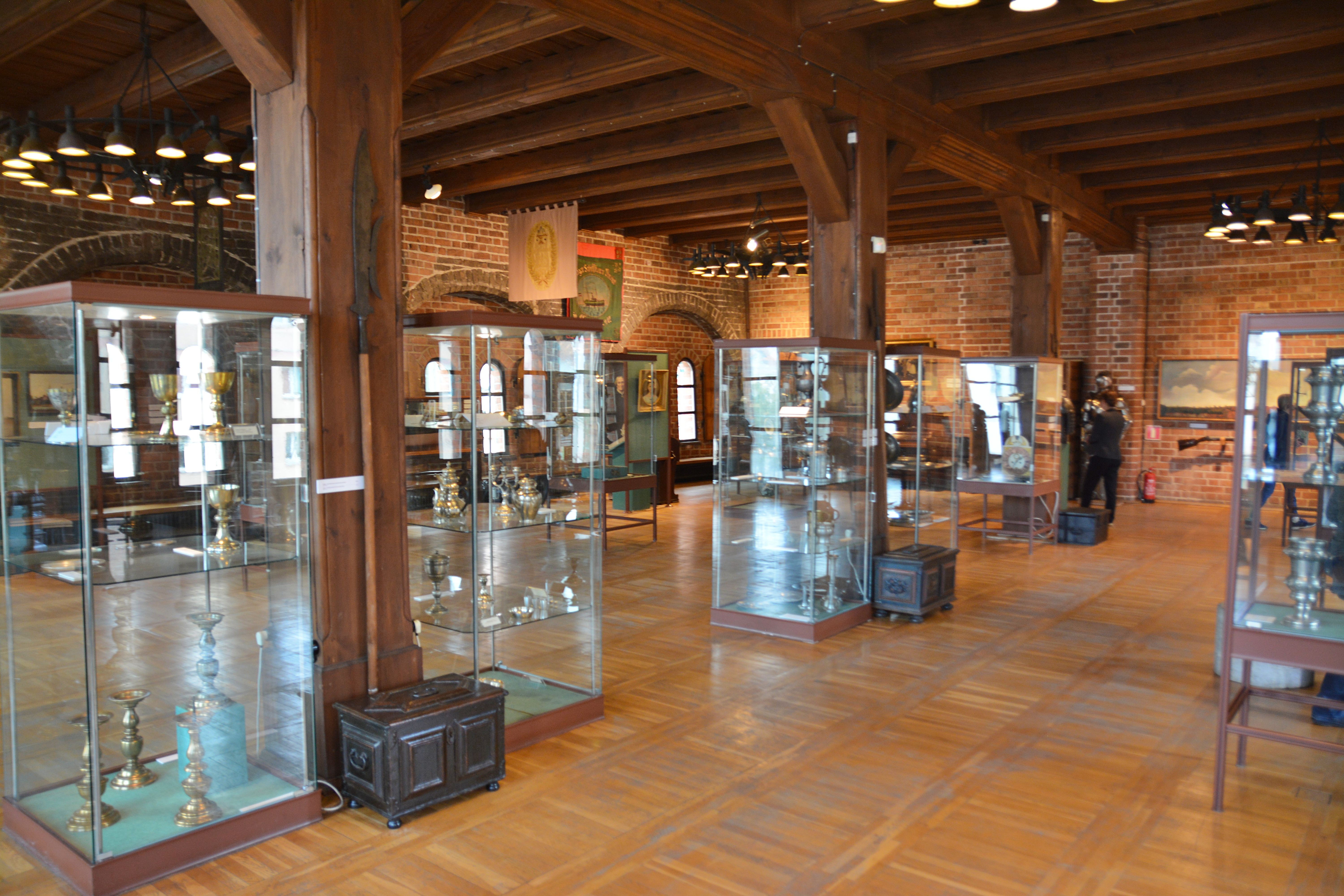
Szczecin története és kultúrája a svéd és porosz időkben
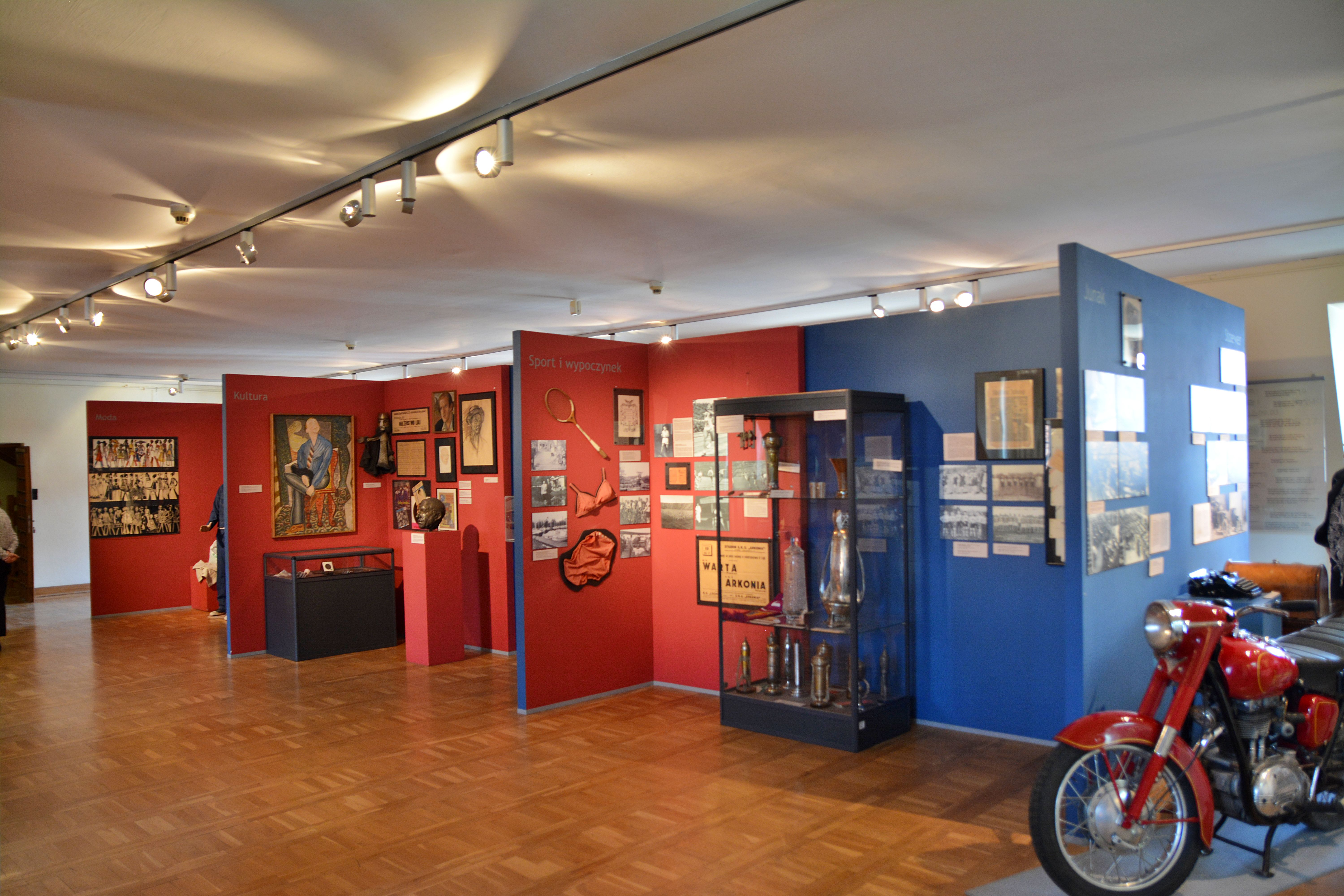
Hans Stettiner és Jan Szczeciński
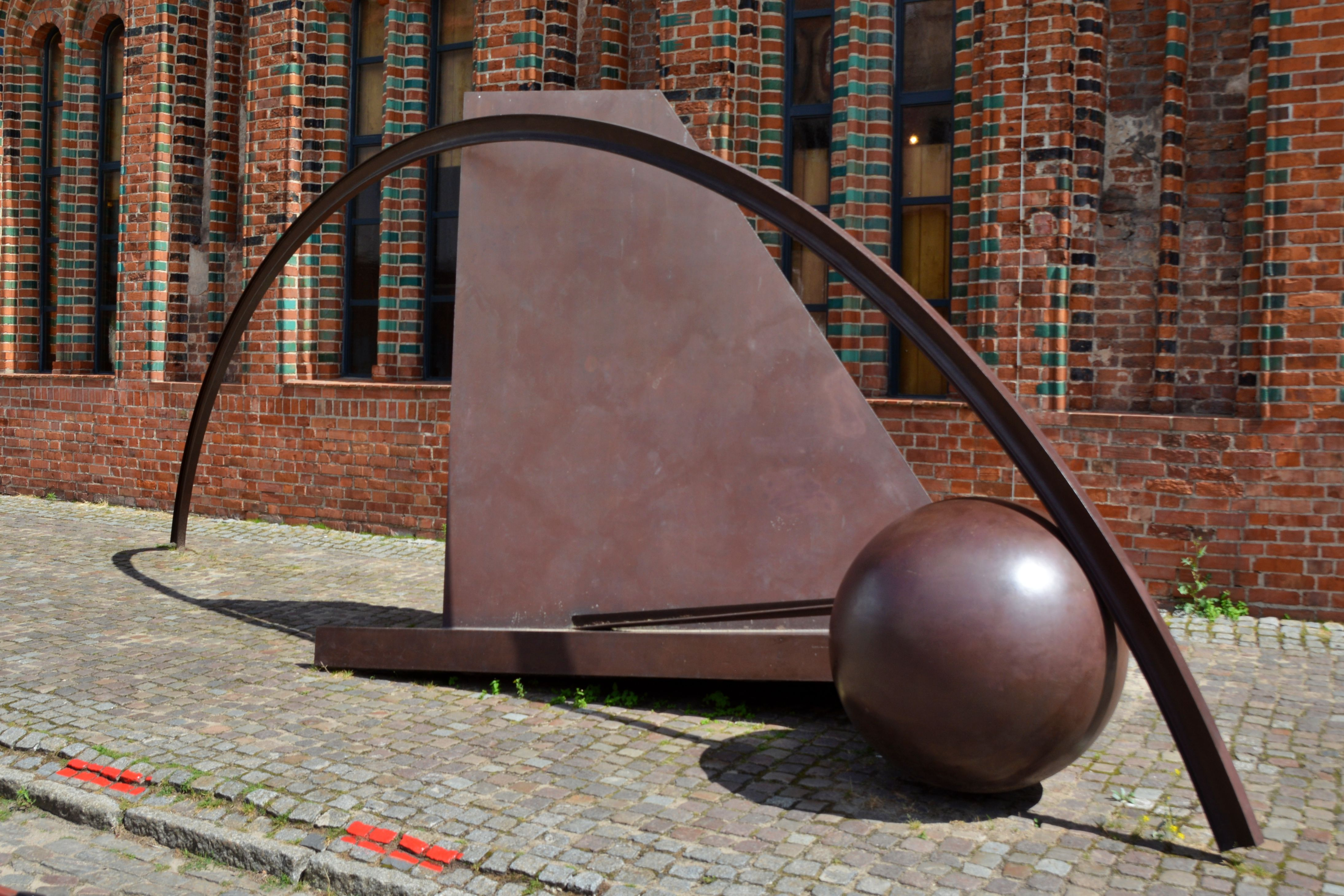
Bernhard Heiliger szobra
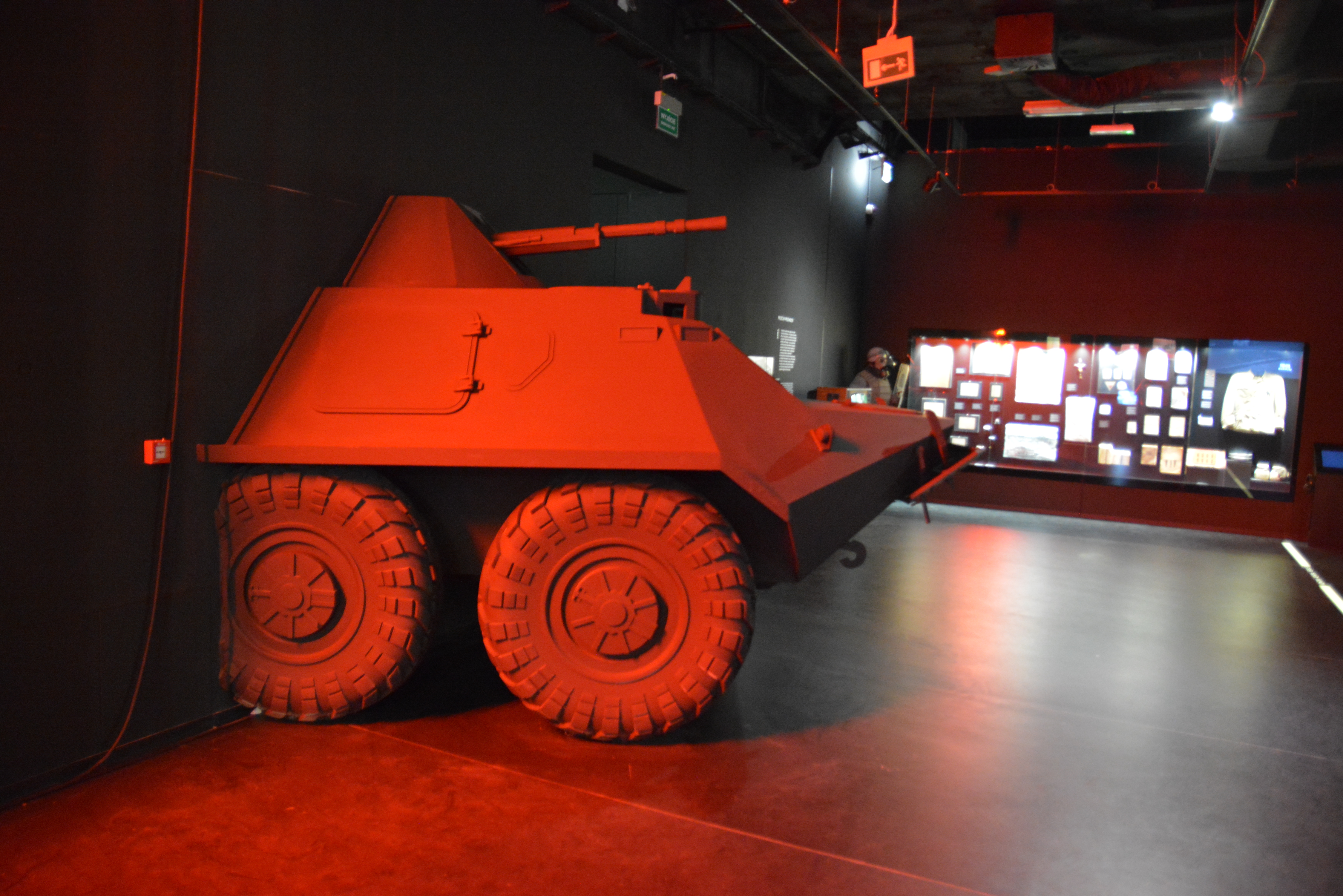
Az ellenzék városa – a tiltakozás városa
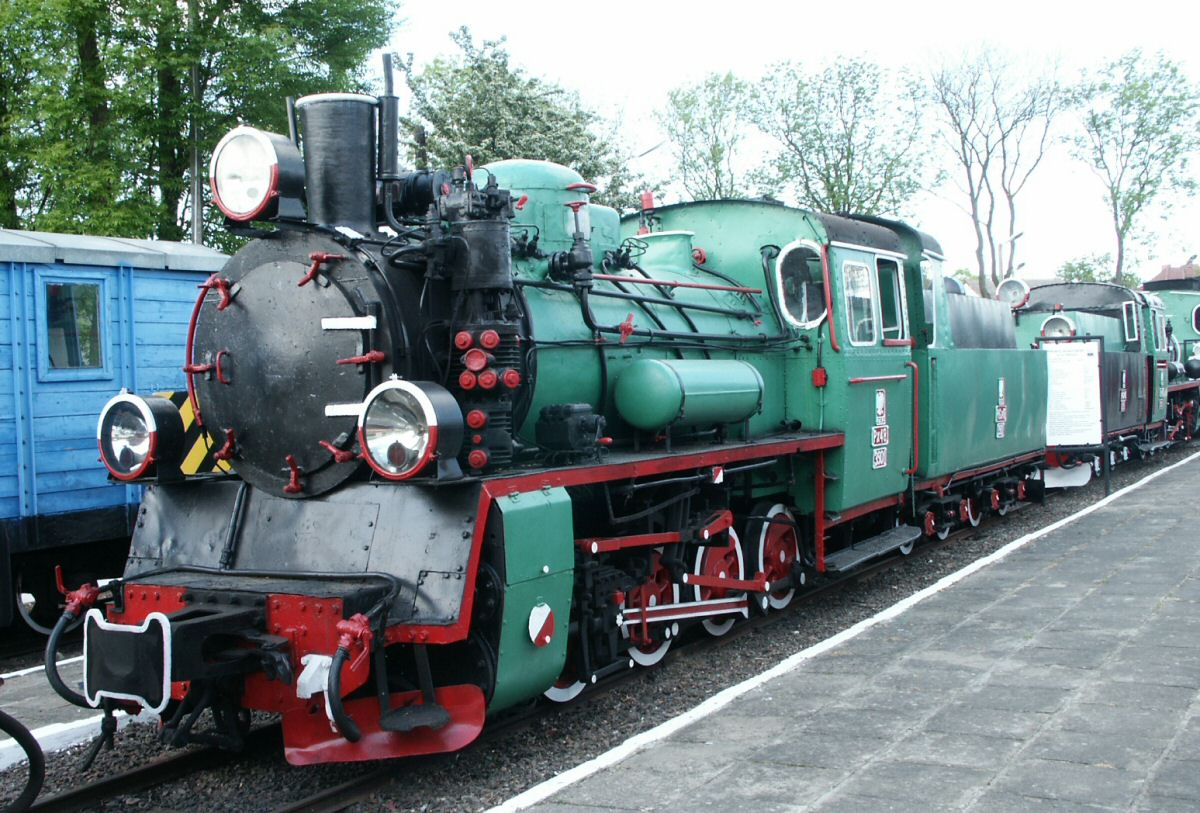
Nyugat-Pomerániai Vasutak kiállítása

## Válogatott művek a múzeum gyűjteményéből

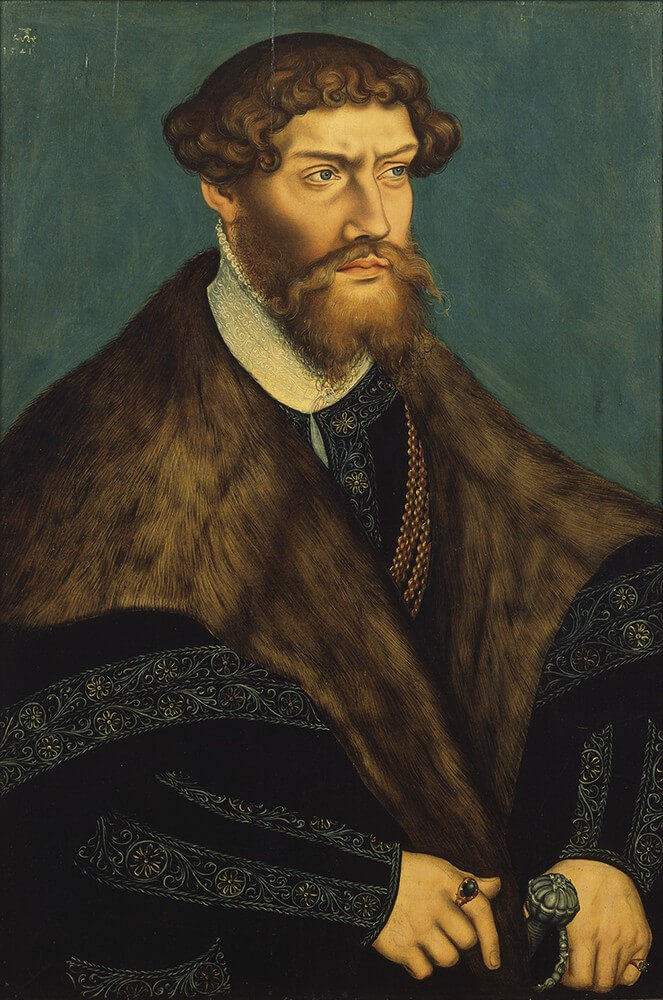
Lucas Cranach: I. Fülöp fiatalkori portréja (1541)
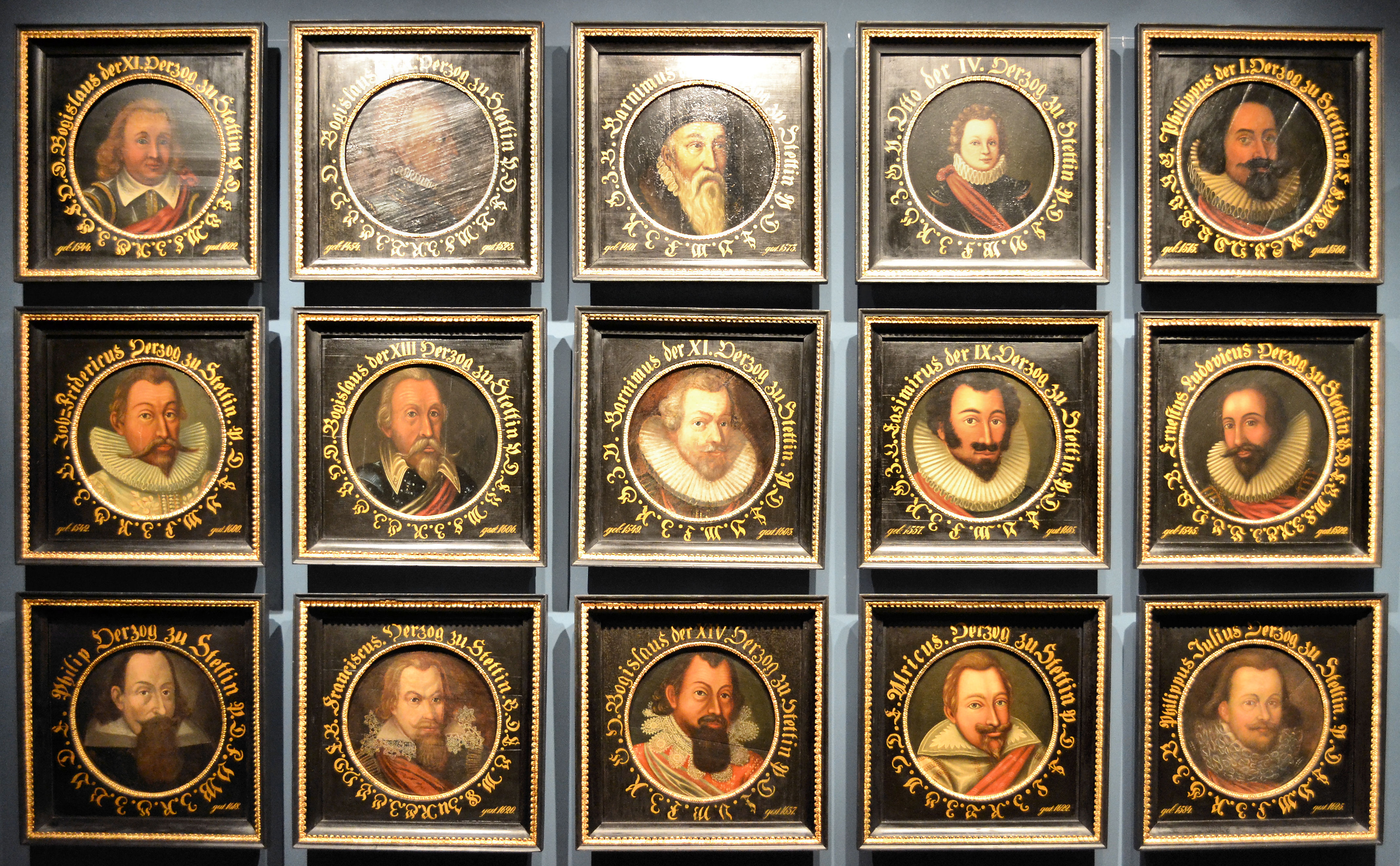
Pomerániai hercegek portréi, ismeretlen szerző, 1678
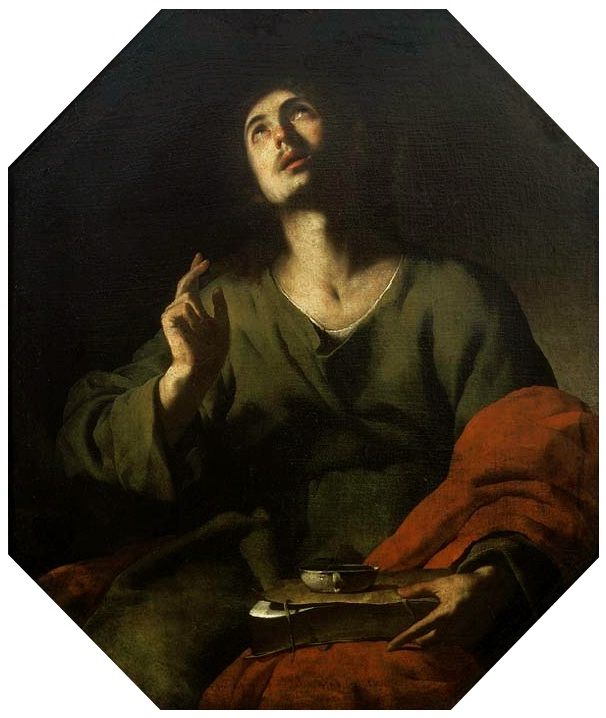
Bernardo Cavallino: Szent János
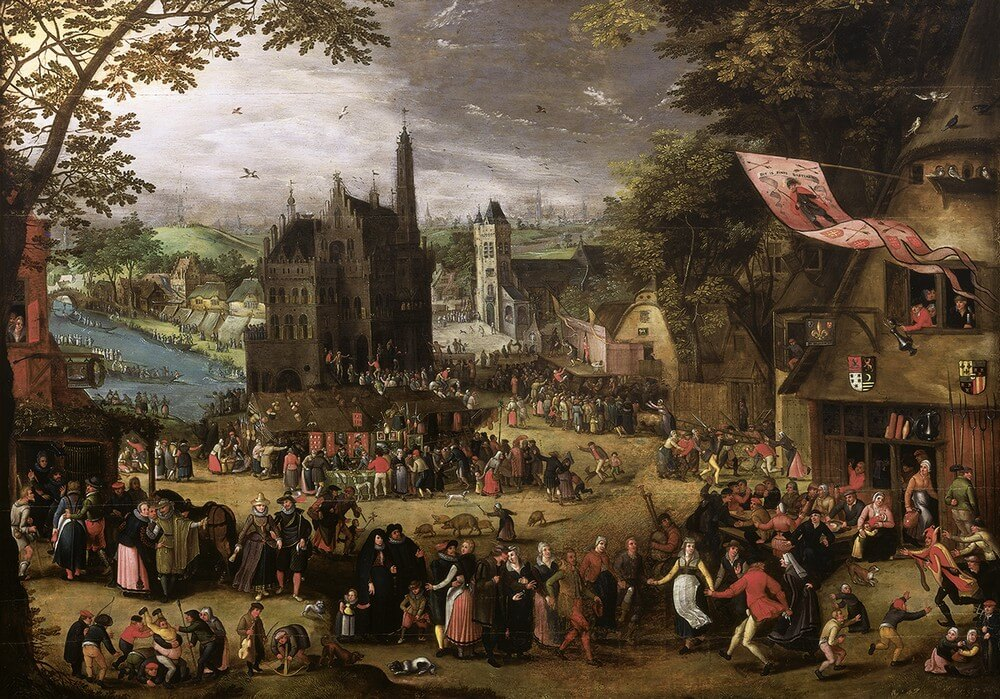
David Vinckboons: Vásár
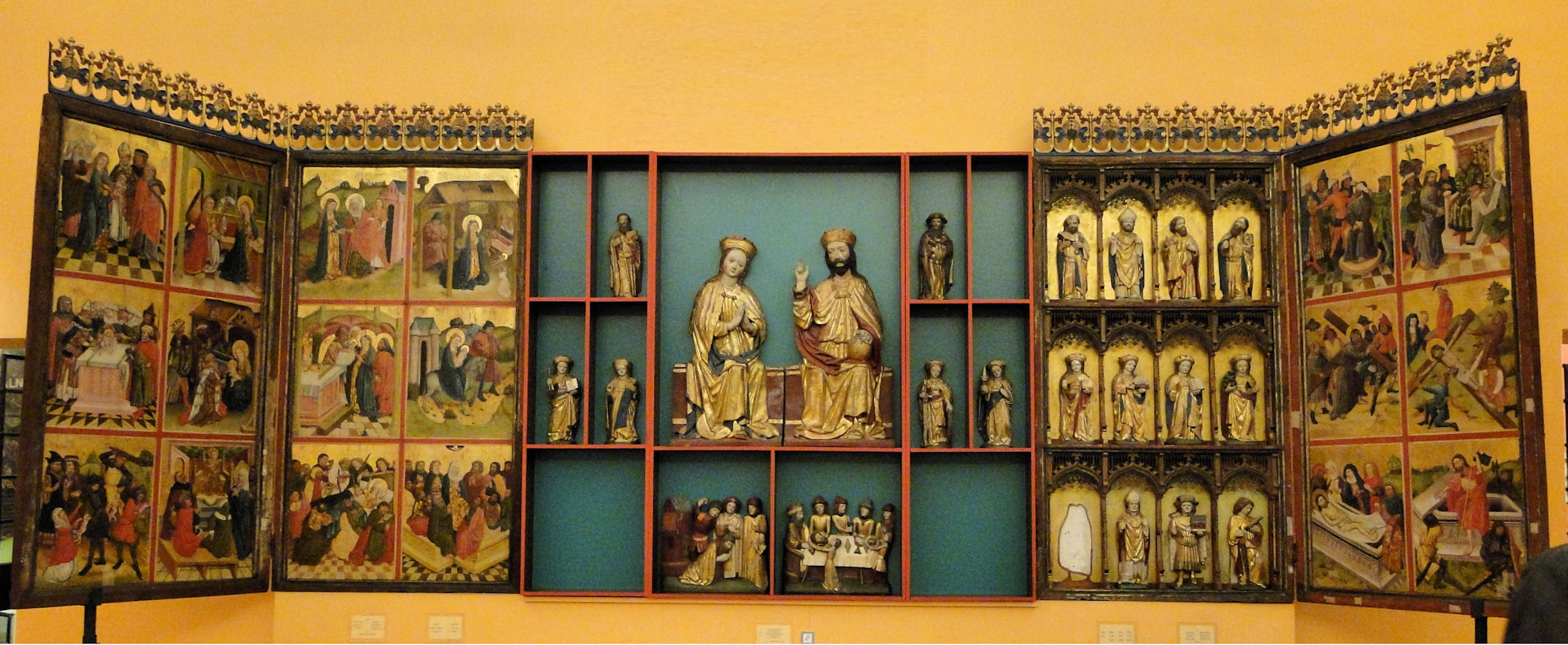
Poliptichon
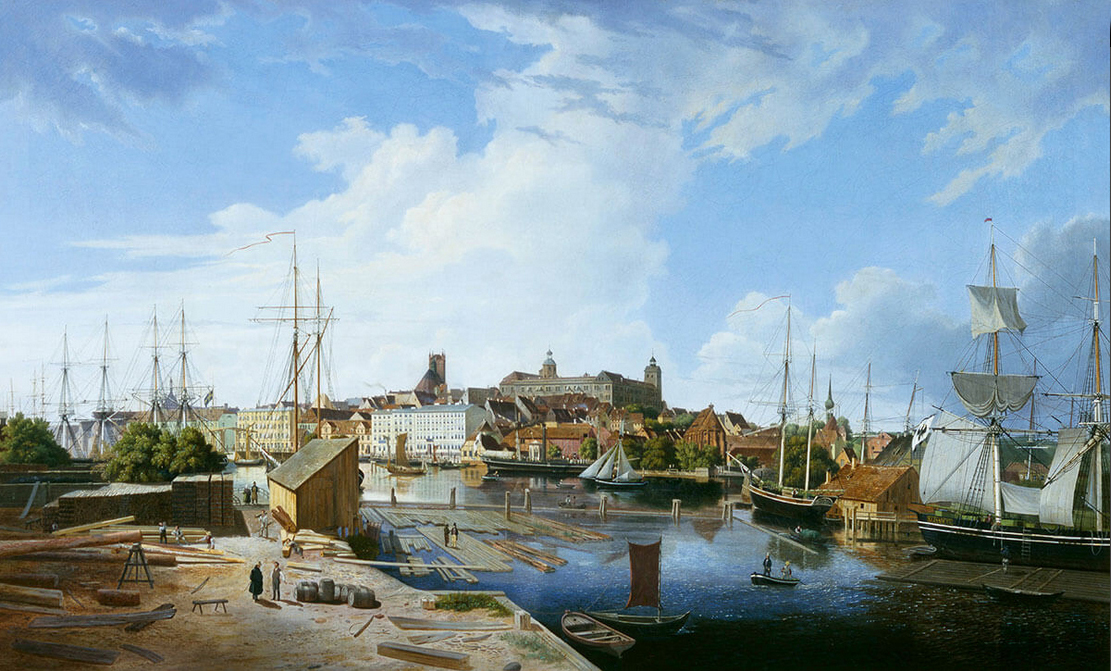
Ludwig Eduard Lütke: Kilátás a kastélyra és az óvárosra, 1836
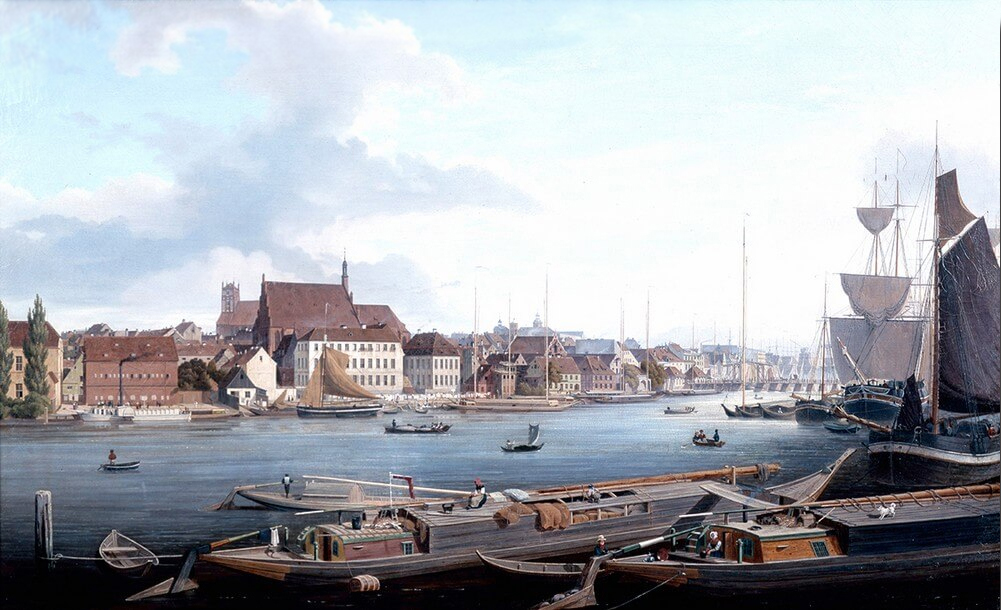
Ludwig Eduard Lütke: Kilátás Szczecinre az Odera folyó felől, 1836
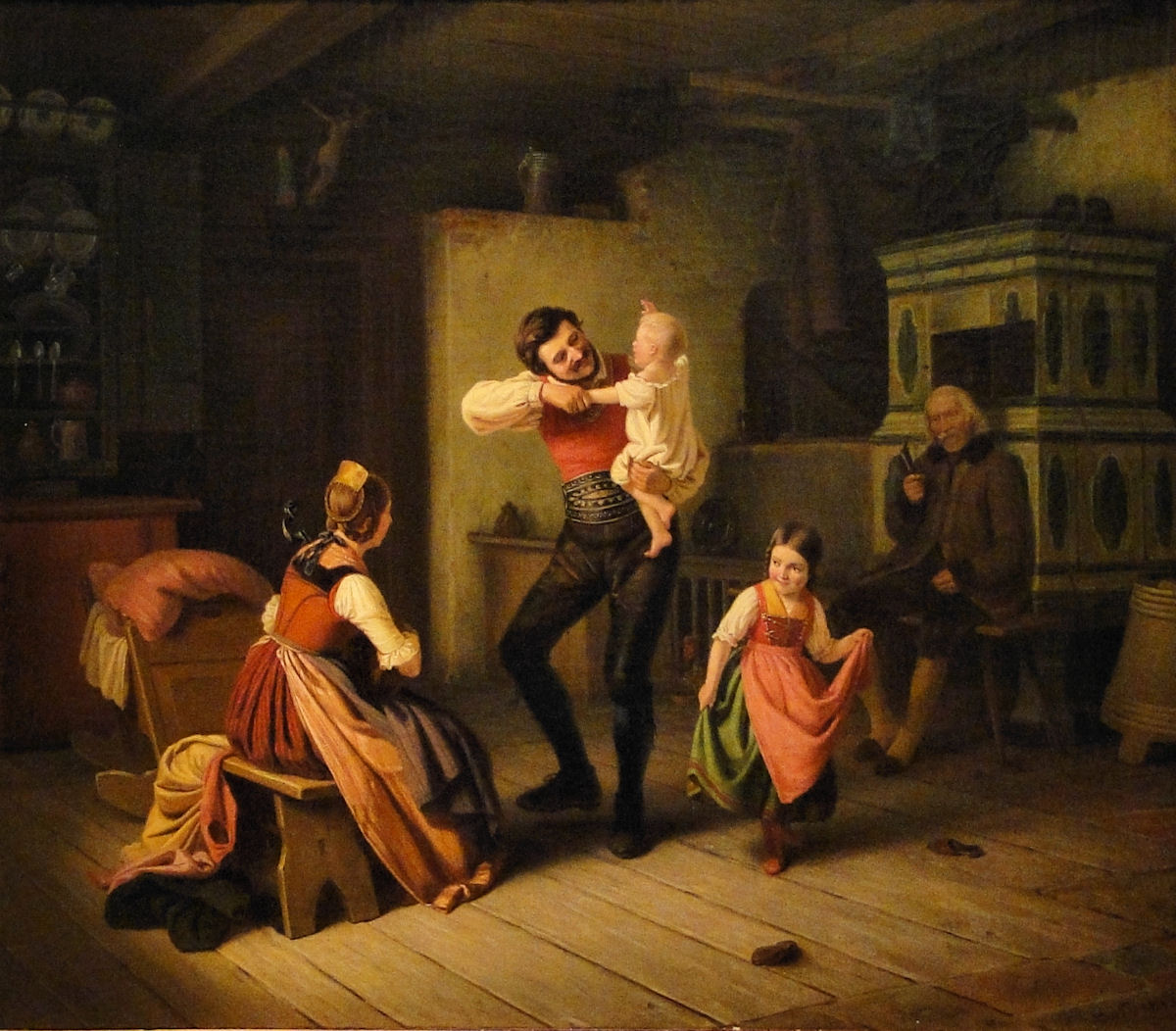
Ludwig Most: Egy békés parasztcsalád
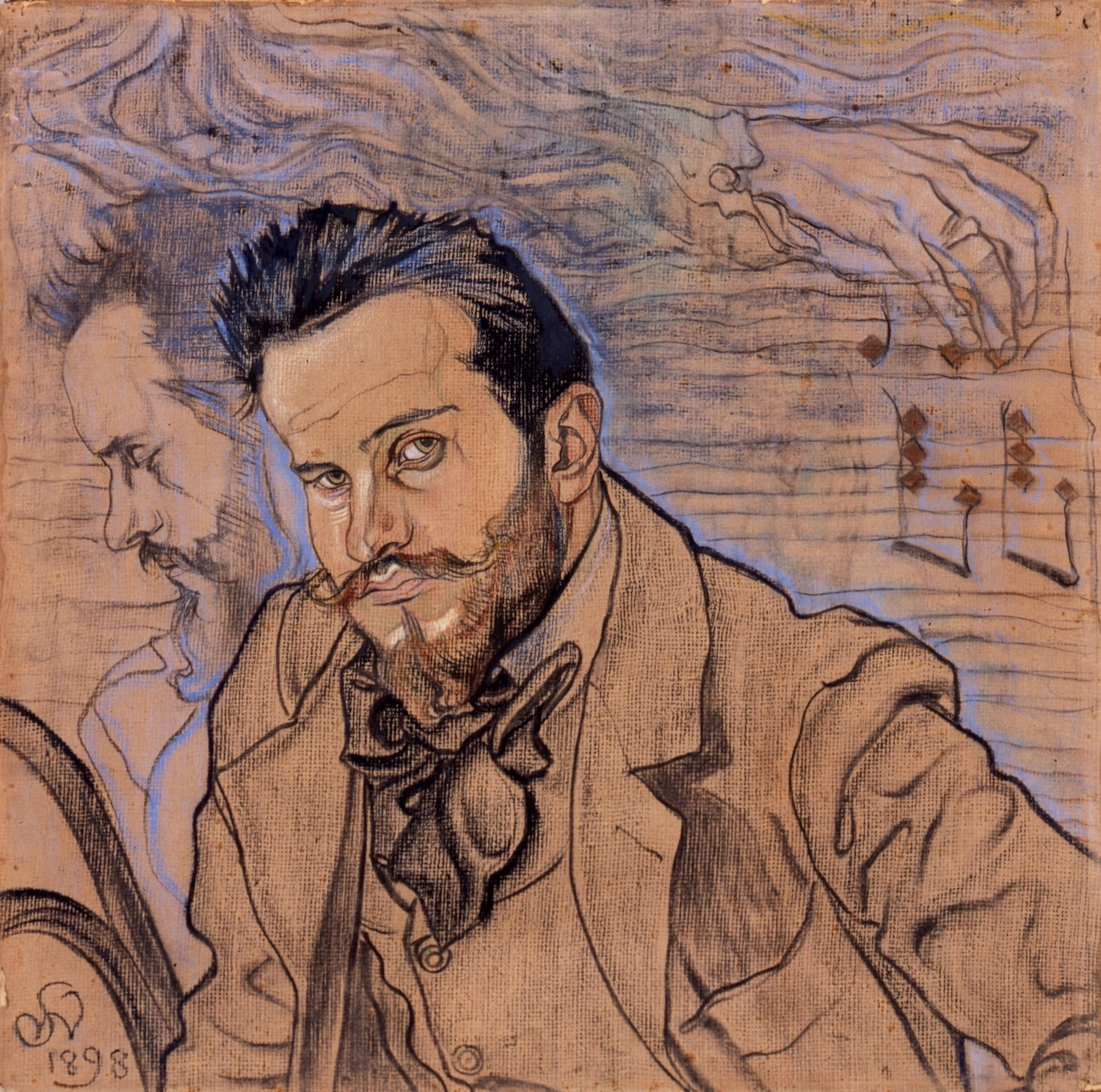
Stanisław Wyspiański Henryk Opieński portréja, 1898
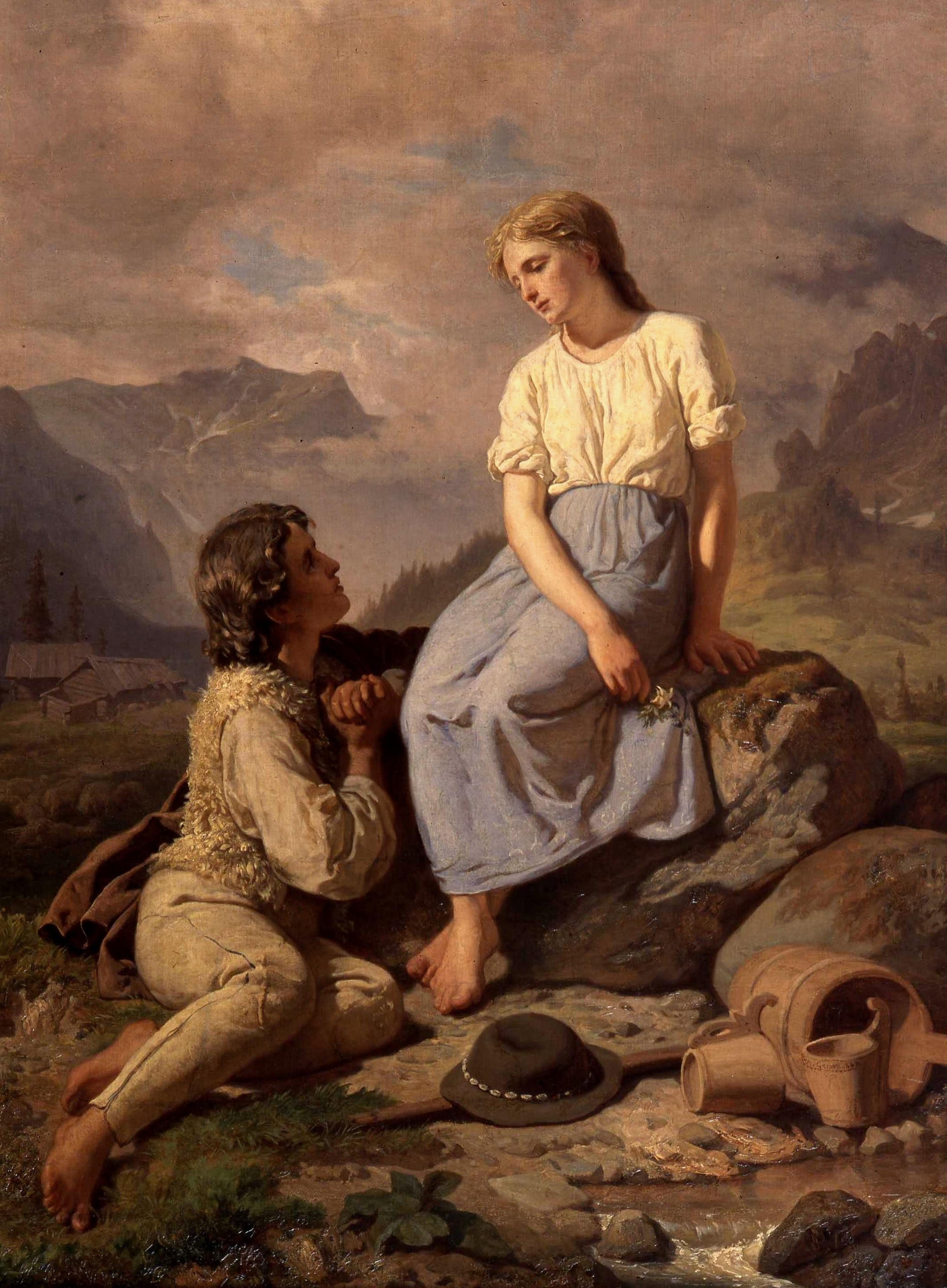
Wojciech Gerson: Felföldi gyerekek
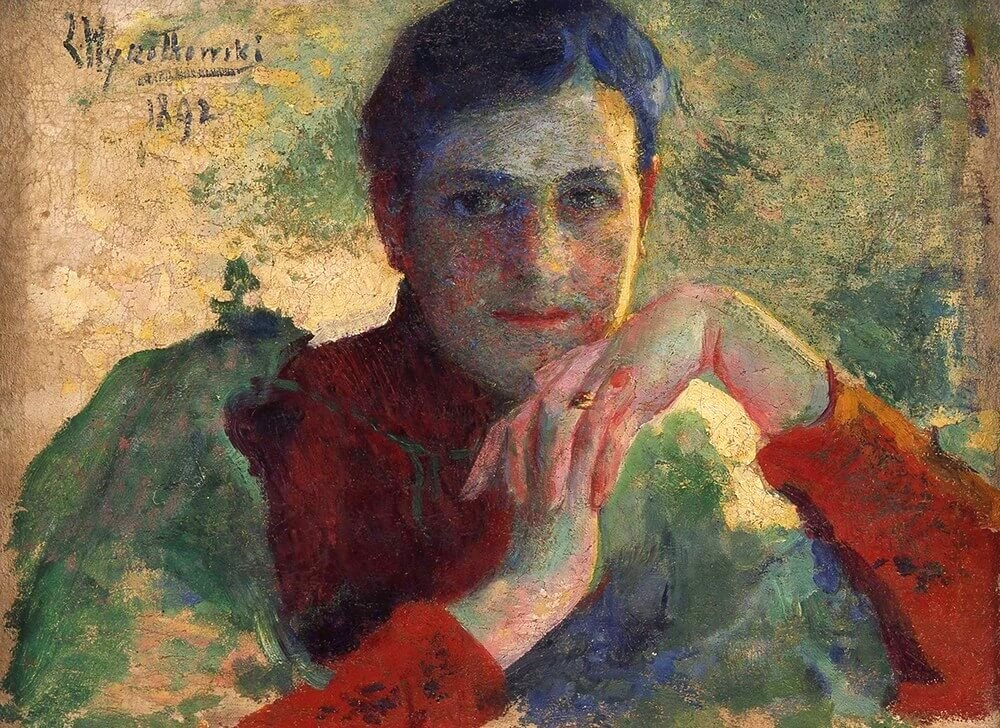
Leon Wyczółkowski: Egy lány
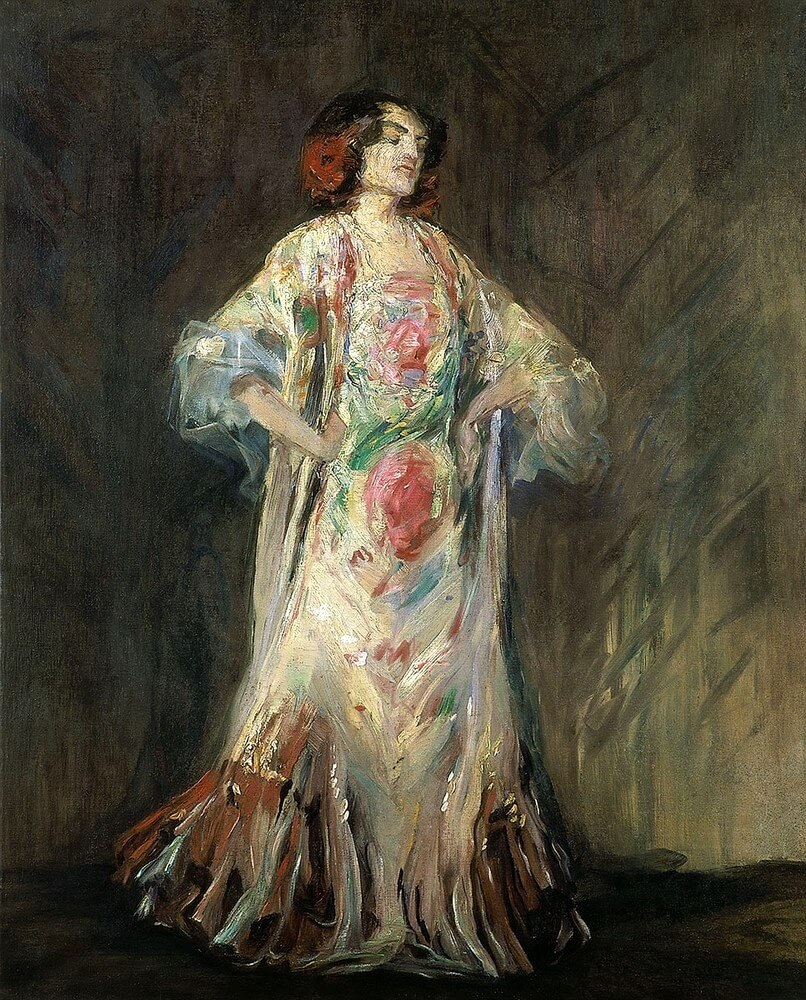
Max Slevogt: Antonia Mercé táncosnő portréja
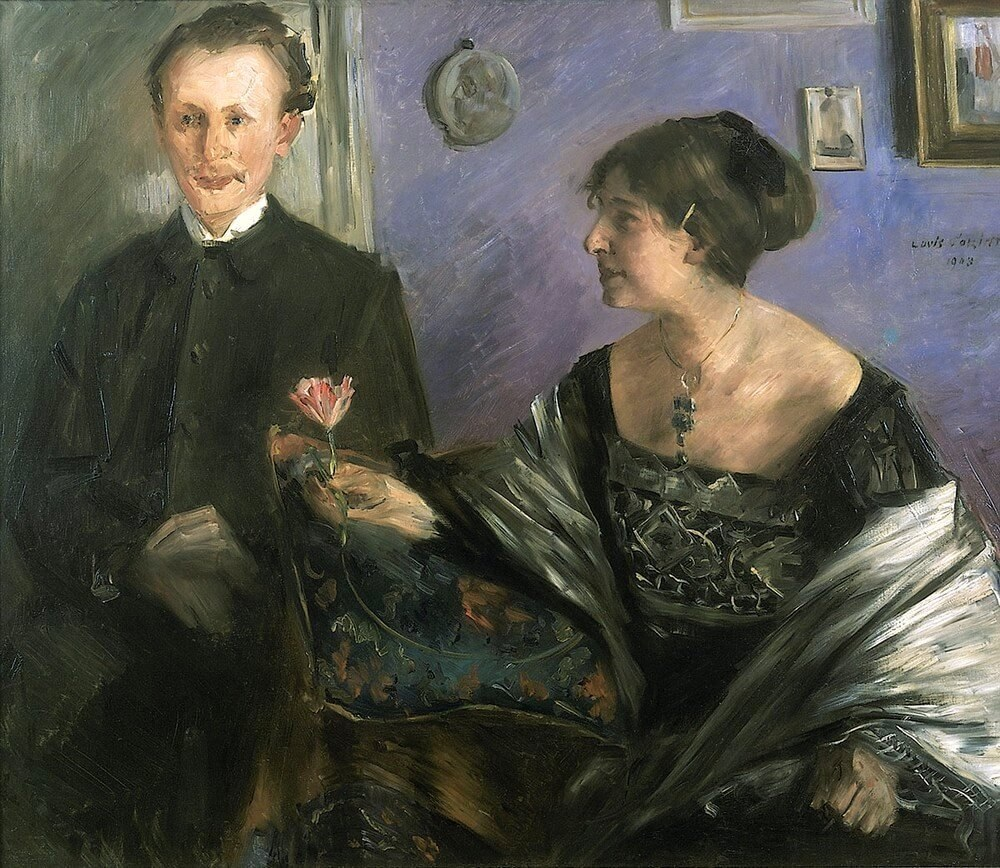
Lovis Corinth: Georg Hirschfeld író és felesége, Ella portréja, 1903
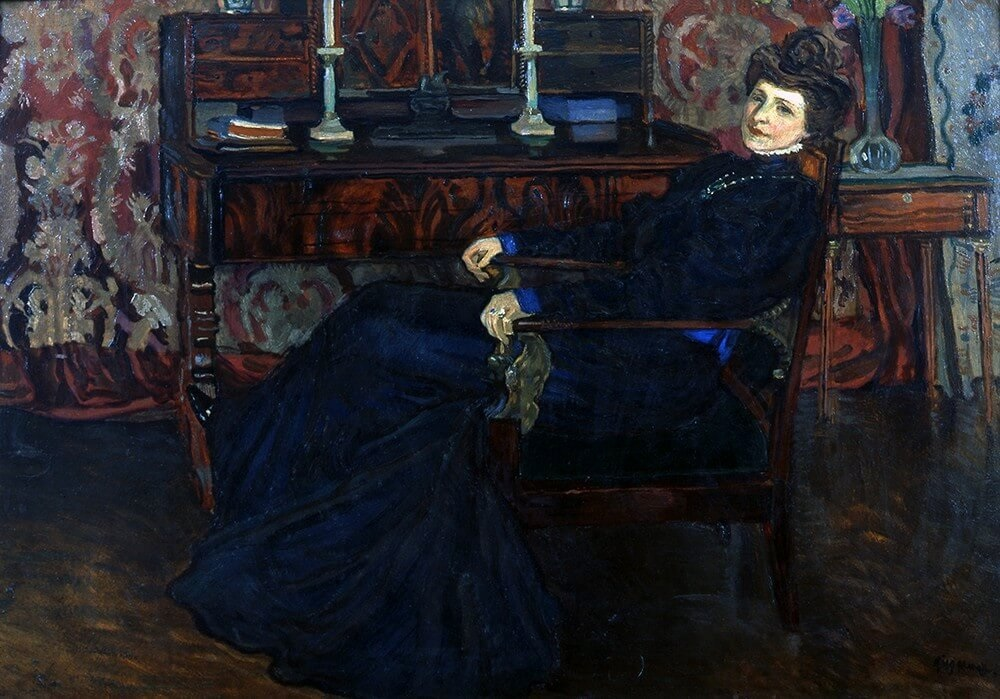
Józef Mehoffer: Portré a feleségéről
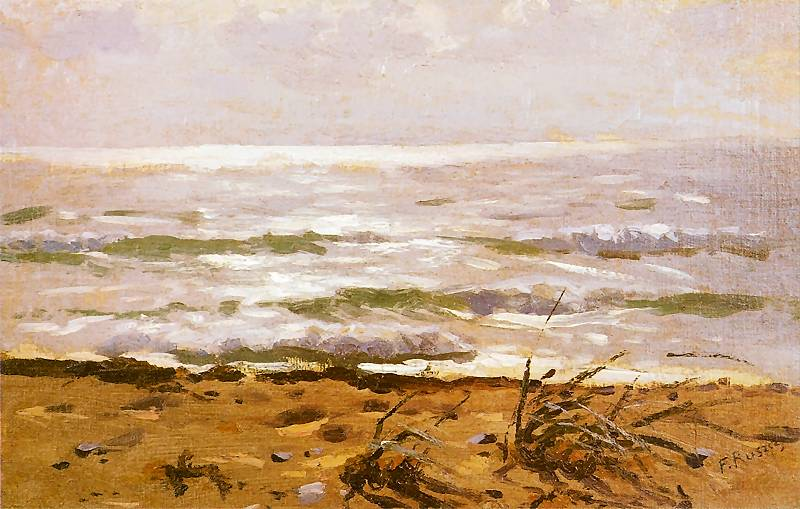
Ferdynand Ruszczyc: A tengerparton
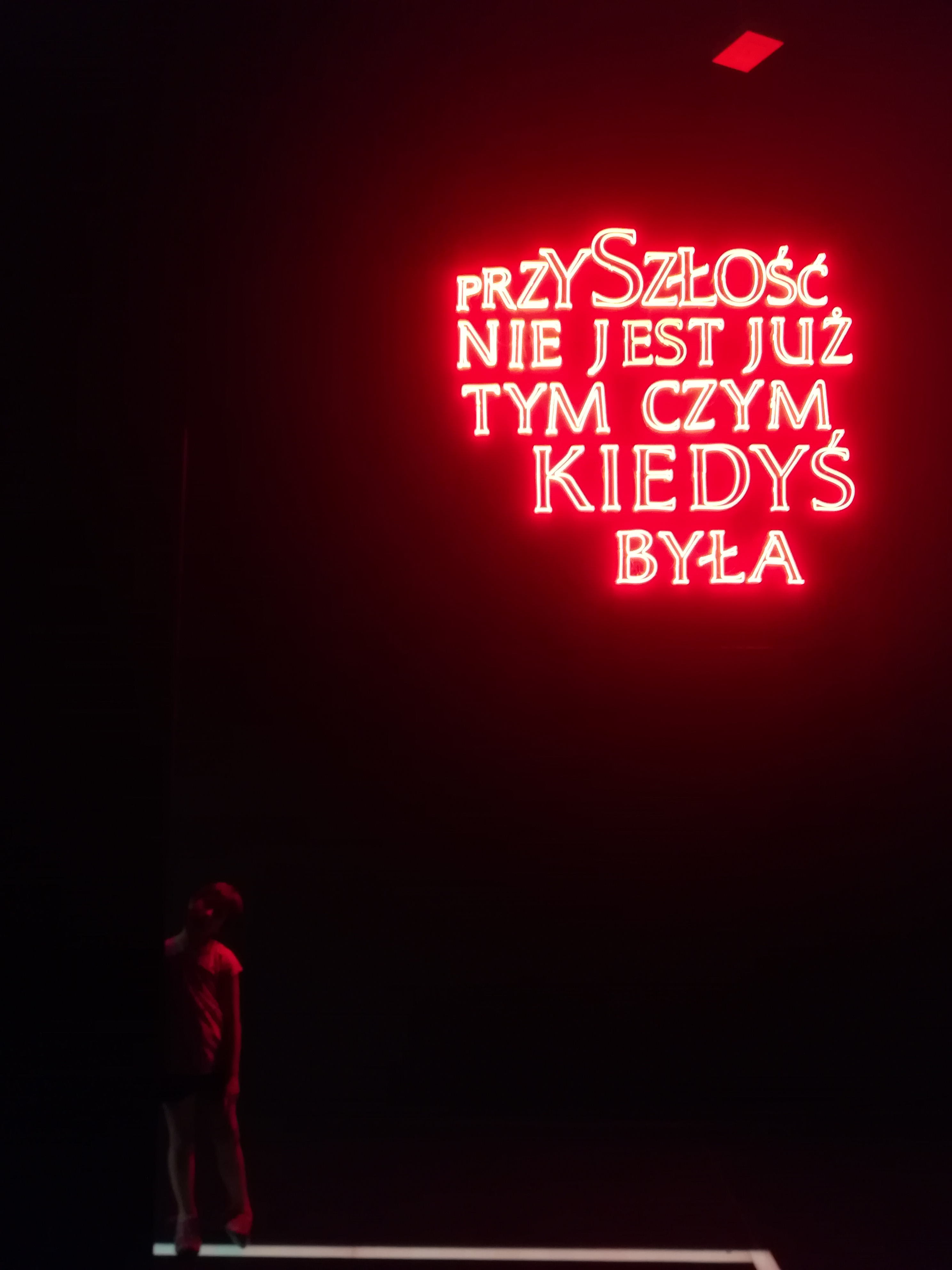
Párbeszédközpont: „Áttörések” . A kiállítás részlete

## Fordítás
- Ez a szócikk részben vagy egészben  a   Muzeum Narodowe w Szczecinie című lengyel Wikipédia-szócikk ezen változatának fordításán alapul.  Az eredeti cikk szerkesztőit annak laptörténete sorolja fel. Ez a jelzés csupán a megfogalmazás eredetét és a szerzői jogokat jelzi, nem szolgál a cikkben szereplő információk forrásmegjelöléseként.